# Ройо-дель-Сангро
Ройо-дель-Сангро, Ройо-дель-Санґро (італ. Roio del Sangro) — муніципалітет в Італії, у регіоні Абруццо,  провінція К'єті.
Ройо-дель-Сангро розташоване на відстані близько 160 км на схід від Рима, 95 км на південний схід від Л'Аквіли, 55 км на південь від К'єті.
Населення — 101 особа (2014). Щорічний фестиваль відбувається 12 липня. Покровитель — San Filippo Neri.

## Демографія
Населення за роками:

Станом на 1 січня 2023 року в муніципалітеті офіційно проживало 11 іноземців з 4 країн, серед них 8 громадян країн Євросоюзу.

## Сусідні муніципалітети
- Монтеферранте
- Розелло
- Вілла-Санта-Марія